# Campionati europei di karate 2021
I campionati europei di karate 2021 sono stati la 55ª edizione della competizione. Si sono svolti a Parenzo, in Croazia, dal 19 al 23 maggio.

## Medagliere
| Posiz. | Nazione              | Oro | Argento | Bronzo | Totale |
| ------ | -------------------- | --- | ------- | ------ | ------ |
| 1      | Spagna               | 5   | 2       | 0      | 7      |
| 2      | Ungheria             | 1   | 1       | 0      | 2      |
| 3      | Azerbaigian          | 1   | 0       | 2      | 3      |
| 4      | Romania              | 1   | 0       | 0      | 1      |
| 5      | Russia               | 0   | 1       | 2      | 3      |
| 6      | Portogallo           | 0   | 1       | 1      | 2      |
| 6      | Ucraina              | 0   | 1       | 1      | 2      |
| 8      | Estonia              | 0   | 1       | 0      | 1      |
| 8      | Slovenia             | 0   | 1       | 0      | 1      |
| 10     | Germania             | 0   | 0       | 3      | 3      |
| 11     | Serbia               | 0   | 0       | 2      | 2      |
| 12     | Bosnia ed Erzegovina | 0   | 0       | 1      | 1      |
| 12     | Croazia              | 0   | 0       | 1      | 1      |
| Totale | Totale               | 16  | 16      | 32     | 64     |

## Podi

### Maschili
| Specialità    | Oro | Argento                                                                                              | Bronzo |
| Kata          | Ali Sofuoğlu                                                                                              | Damián Quintero                                                                                      | Yuki Ujihara |
| Kata          | Ali Sofuoğlu                                                                                              | Damián Quintero                                                                                      | Mattia Busato |
| Team kata     | Turchia Emre Vefa Göktaş Enes Özdemir Ali Sofuoğlu                                                        | Spagna Sergio Galán Alejandro Manzana Raúl Martín                                                    | Italia Gianluca Gallo Alessandro Iodice Giuseppe Panagia                                                                    |
| Team kata     | Turchia Emre Vefa Göktaş Enes Özdemir Ali Sofuoğlu                                                        | Spagna Sergio Galán Alejandro Manzana Raúl Martín                                                    | Russia Maksim Ksenofontov Mehman Rzaev Emil Skovorodnikov                                                                   |
| Kumite −60 kg | Eray Şamdan                                                                                               | Kalvis Kalniņš                                                                                       | Iurik Ogannisian |
| Kumite −60 kg | Eray Şamdan                                                                                               | Kalvis Kalniņš                                                                                       | Christos-Stefanos Xenos |
| Kumite −67 kg | Dionysios Xenos                                                                                           | Evgeny Plakhutin                                                                                     | Stefan Pokorny |
| Kumite −67 kg | Dionysios Xenos                                                                                           | Evgeny Plakhutin                                                                                     | Steven Da Costa |
| Kumite −75 kg | Stanislav Horuna                                                                                          | Rafael Aghayev                                                                                       | Noah Bitsch |
| Kumite −75 kg | Stanislav Horuna                                                                                          | Rafael Aghayev                                                                                       | Enes Garibović |
| Kumite −84 kg | Uğur Aktaş                                                                                                | Panah Abdullayev                                                                                     | Michele Martina |
| Kumite −84 kg | Uğur Aktaş                                                                                                | Panah Abdullayev                                                                                     | Adi Gyurík |
| Kumite +84 kg | Jonathan Horne                                                                                            | Slobodan Bitević                                                                                     | Herolind Nishevci |
| Kumite +84 kg | Jonathan Horne                                                                                            | Slobodan Bitević                                                                                     | Georgios Tzanos |
| Team kumite   | Croazia Enes Garibović Anđelo Kvesić Ivan Kvesić Ivan Martinac Ante Mrvičić Karlo Raguž Zvonimir Živković | Montenegro Nenad Dulović Andrija Fatić Mario Hodžić Nikola Malović Balša Miličković Predrag Smolović | Ucraina Valerii Chobotar Stanislav Horuna Ihor Lahunov Ryzvan Talibov Andrii Toroshanko Kostiantyn Tsymbal Andrii Zaplitnyi |
| Team kumite   | Croazia Enes Garibović Anđelo Kvesić Ivan Kvesić Ivan Martinac Ante Mrvičić Karlo Raguž Zvonimir Živković | Montenegro Nenad Dulović Andrija Fatić Mario Hodžić Nikola Malović Balša Miličković Predrag Smolović | Azerbaigian Panah Abdullayev Tural Aghalarzade Rafael Aghayev Asiman Gurbanli Rafiz Hasanov Turgut Hasanov Aykhan Mamayev   |

### Femminili
| Specialità    | Oro                                                                 | Argento                                                          | Bronzo                                                                   |
| Kata          | Sandra Sánchez                                                      | Dilara Bozan                                                     | Viviana Bottaro                                                          |
| Kata          | Sandra Sánchez                                                      | Dilara Bozan                                                     | Veronika Mišková                                                         |
| Team kata     | Italia Carola Casale Terryana D'Onofrio Michela Pezzetti            | Spagna Marta García Lidia Rodríguez Raquel Roy                   | Portogallo Mariana Belo Ana Cruz Patrícia Esparteiro                     |
| Team kata     | Italia Carola Casale Terryana D'Onofrio Michela Pezzetti            | Spagna Marta García Lidia Rodríguez Raquel Roy                   | Francia Lætitia Feracci Louise Frieh Laura Pieri                         |
| Kumite −50 kg | Serap Özçelik                                                       | Shara Hubrich                                                    | Alexandra Recchia                                                        |
| Kumite −50 kg | Serap Özçelik                                                       | Shara Hubrich                                                    | Kateryna Kryva                                                           |
| Kumite −55 kg | Anna Chernysheva                                                    | Jana Messerschmidt                                               | Jelena Maksimović                                                        |
| Kumite −55 kg | Anna Chernysheva                                                    | Jana Messerschmidt                                               | Irina Sharykhina                                                         |
| Kumite −61 kg | Jovana Preković                                                     | Anita Serogina                                                   | Ingrida Suchánková                                                       |
| Kumite −61 kg | Jovana Preković                                                     | Anita Serogina                                                   | Leïla Heurtault                                                          |
| Kumite −68 kg | Irina Zaretska                                                      | Vasiliki Panetsidou                                              | Eda Eltemur                                                              |
| Kumite −68 kg | Irina Zaretska                                                      | Vasiliki Panetsidou                                              | Katrine Pedersen                                                         |
| Kumite +68 kg | Meltem Hocaoğlu                                                     | Aleksandra Stubleva                                              | Eleni Chatziliadou                                                       |
| Kumite +68 kg | Meltem Hocaoğlu                                                     | Aleksandra Stubleva                                              | Ramona Brüderlin                                                         |
| Team kumite   | Germania Shara Hubrich Johanna Kneer Jana Messerschmidt Anna Miggou | Turchia Merve Çoban Gülsen Demirtürk Eda Eltemur Meltem Hocaoğlu | Italia Lorena Busà Clio Ferracuti Alessandra Mangiacapra Silvia Semeraro |
| Team kumite   | Germania Shara Hubrich Johanna Kneer Jana Messerschmidt Anna Miggou | Turchia Merve Çoban Gülsen Demirtürk Eda Eltemur Meltem Hocaoğlu | Croazia Ana Lenard Lucija Lesjak Lea Vukoja Mia Greta Zorko              |